# Плодов прилеп джудже
Плодовият прилеп джудже (Macroglossus minimus) е вид прилеп от семейство Плодоядни прилепи (Pteropodidae). Видът не е застрашен от изчезване.

## Разпространение и местообитание
Разпространен е в Австралия, Бруней, Виетнам, Източен Тимор, Индонезия, Камбоджа, Малайзия, Папуа Нова Гвинея, Сингапур, Соломонови острови, Тайланд и Филипини.
Обитава градски и гористи местности, влажни места, градини, крайбрежия, плажове и плантации в райони с тропически климат, при средна месечна температура около 24,8 градуса.

## Описание
На дължина достигат до 6,8 cm, а теглото им е около 16,3 g.
Популацията на вида е стабилна.